# Дымов, Павел
Павел Дымов (эст. Pavel Dõmov; род. 31 декабря 1993, Таллин) — эстонский футболист, полузащитник. Выступал за национальную сборную Эстонии.

## Биография
Родился 31 декабря 1993 года в Таллине.

### Клубная карьера
Начал заниматься футболом в команде «Спартак» из таллинского района Мустйыэ, затем в команде «Штромми». На юношеском уровне также выступал за команды «Пуума», «Легион» и «Курессааре».
На взрослом уровне дебютировал в 2009 году в команде «Штромми» в четвёртом дивизионе. С 2010 года играл за «Легион» в первой и второй лигах, провёл более 100 матчей за команду.
В 2015 году перешёл в «Инфонет» (позднее команда переименована в «ФКИ Таллинн»). Дебютный матч в высшей лиге Эстонии сыграл 6 марта 2015 года против «Левадии», заменив на 76-й минуте Танела Мелтса. В первом сезоне не был основным игроком, сыграв только три матча, во всех из них выходил на замену в конце второго тайма. В 2016 году играл более часто, вышел на поле в 19 матчах, забил один гол и стал со своим клубом чемпионом Эстонии. В ноябре 2016 года подписал свой первый профессиональный контракт с клубом.
В 2018 году, после объединения «Инфонета» и «Левадии» оказался в объединённом клубе, но не закрепился в составе и провёл вторую половину сезона 2018 года на правах аренды в «Пайде ЛМ». В 2019 году перешёл в «Флору», где также не смог стать игроком основы. Осенью 2020 года играл на правах аренды за «Калев» (Таллин). В 2021 году перешёл в таллинский «Легион».

### Карьера в сборной
Сыграл два матча за юношескую сборную Эстонии и один — за олимпийскую.
В 2016 году вызывался в национальную сборную Эстонии. Дебютный матч сыграл 19 ноября 2016 года против сборной Сент-Киттс-и-Невиса. Всего на счету футболиста два матча за сборную.

## Достижения
- Чемпион Эстонии: 2016, 2019
- Обладатель Кубка Эстонии: 2017
- Обладатель Суперкубка Эстонии: 2017